# 查尔斯·A·比尔德
查爾斯·奥斯丁·畢爾德（英語： 1874年11月27日—1948年9月1日）美国历史学家，主要活跃于20世纪上半叶，哥伦比亚大学历史学教授，著作涉及历史和政治科学领域，他的作品彻底重新评估了美国开国元勋，认为美国开国元勋更多地是出于经济利益而不是哲学原理而推动立宪。他最具影响力的著作是《美国宪法的经济观》（1913年），曾引起巨大争议。他还与妻子玛丽·R·比尔德（Mary Ritter Beard）合着了《美国文明的兴起》（1927）。毕尔德曾参与创建纽约新学院并担任美国政治学会主席和美国历史学会会长。
他生于印第安那州奈茨顿的大农场主和银行家家庭。1898年毕业于德波大学。后赴欧洲留学。1904年获哥伦比亚大学哲学博士学位。曾任该校政治学教授。后与杜威合办社会研究新学校。1933年当选为美国历史学会主席。早年倡导“经济史观”。其《美国宪法的经济解释》一书，强调经济在历史中的决定性作用。对美国史学界有重要影响。晚年主张历史“相对主义”，认为历史不是一门科学，而是出于信仰的行为。主要著作还有:《美国现代史》《美国人民史》《政治的经济基础》《美国基本史》。